# Repuša
Repuša (Morikandija; lat. Moricandia), biljni rod iz porodice kupusovki (Brassicaceae) rasprostranjen od Kanarskog otočja preko Sredozemlja na istok do Arapskog poluotoka i Pakistana.
Postiji 8 vrsta. U Hrvatskoj raste jedna vrsta poljska repuša.

## Vrste
1. Moricandia arvensis (L.) DC.
2. Moricandia foetida Bourg. ex Coss.
3. Moricandia moricandioides (Boiss.) Heywood
4. Moricandia nitens (Viv.) E.A.Durand & Barratte
5. Moricandia rytidocarpoides Lorite, Perfectti, J.M.Gómez, Gonz.-Megías & Abdelaziz
6. Moricandia sinaica (Boiss.) Boiss.
7. Moricandia spinosa Pomel
8. Moricandia suffruticosa (Desf.) Coss. & Durieu

## Sinonimi
- Moricanda St.-Lag. in Ann. Soc. Bot. Lyon 8: 173 (1881), orth. var.
- Oudneya R.Br. in Narr. Travels Africa: 220 (1826)